# كورا برلينر
كورا برلينر (من مواليد 23 يناير 1890 في هانوفر ، قُتلت عام 1942 على الأرجح في مالي تروستينتس ) كانت خبيرة اقتصادية وعالمة اجتماعية وضحية للنظام النازي. كانت رائدة في العمل الاجتماعي .

"Stolperstein" (حجر تذكاري) ، Cora Berliner ، Emser Straße 37 ، Berlin-Wilmersdorf ، ألمانيا

كانت الطفلة الخامسة والأصغر لمدير مدرسة تدريب الأعمال اليهودية مانفريد برلينر .
تلقت التعليم العرفي للفتيات من فصلها. بعد التخرج كطالبة خارجية في مدرسة ثانوية للبنين ، درست الرياضيات والعلوم السياسية والاجتماعية في جامعات برلين وهايدلبرغ ، وتخرجت عام 1916 بمرتبة الشرف. كان موضوع أطروحتها "تنظيم الشباب اليهودي في ألمانيا: مساهمة في تصنيف رعاية الشباب وحركة الشباب". منذ عام 1919 عملت في الحكومة البلدية في برلين شونبيرج ، وفي الفترة من 1910 إلى 1924 عملت كنائبة لجمعية نوادي الشباب اليهودية ، والتي شغلت فيما بعد منصب مديرة الأعمال والمديرة التنفيذية في هايدلبرغ. هناك ألقت محاضرة حول موضوع "الكاتبة الاجتماعية في البلدية" عام 1918. في عام 1919 أصبحت موظفة مدنية في وزارة الاقتصاد ، وأصبحت مستشارة في عام 1923 و أحد قادة مكتب الاقتصاد في عام 1923.
في عام 1927 ذهبت إلى لندن كمستشارة للدائرة الاقتصادية بالسفارة الألمانية. في عام 1930 أصبحت أستاذة الاقتصاد في معهد تدريس الأعمال في برلين. في عام 1933 فقدت منصبها في الخدمة المدنية وأصبحت عضوًا إلزاميًا في Reichsvereinigung der Juden في دويتشلاند ، حيث أصبحت رئيسة قسم الهجرة ومشرفة على تعليم المعلمين ونائبة رئيس اتحاد النساء اليهوديات. هناك ، دفعت من أجل إنشاء مؤسسة لتدريب معلمي رياض الأطفال (اليهود). كما دفعت من أجل الإصلاح الاجتماعي والعمل الاجتماعي كنظام أكاديمي ، على غرار أليس سالومون .
في صيف عام 1939 قام برلينر بزيارة السويد لمساعدة القادة اليهود المحليين على التفاوض مع السلطات السويدية لقبول المزيد من اللاجئين اليهود من ألمانيا النازية وكذلك لتنظيم معسكر للاجئين في السويد. ومع ذلك ، عادت برلينر إلى عملها في ألمانيا قبل 25 يوليو عندما انتهت تأشيرتها السويدية.
في 26 يونيو 1942 ، تم ترحيلها مع موظفين آخرين في Reichsvereinigung إلى مينسك. لا يُعرف سوى القليل عن أيامها الأخيرة ، لكنها قُتلت على الأرجح في معسكر الإبادة في Maly Trostinets . حجر تذكاري يخلد ذكرى حياتها في المقبرة اليهودية في هانوفر. تم تضمين بعض أوراقها في أرشيف Ida-Seele.

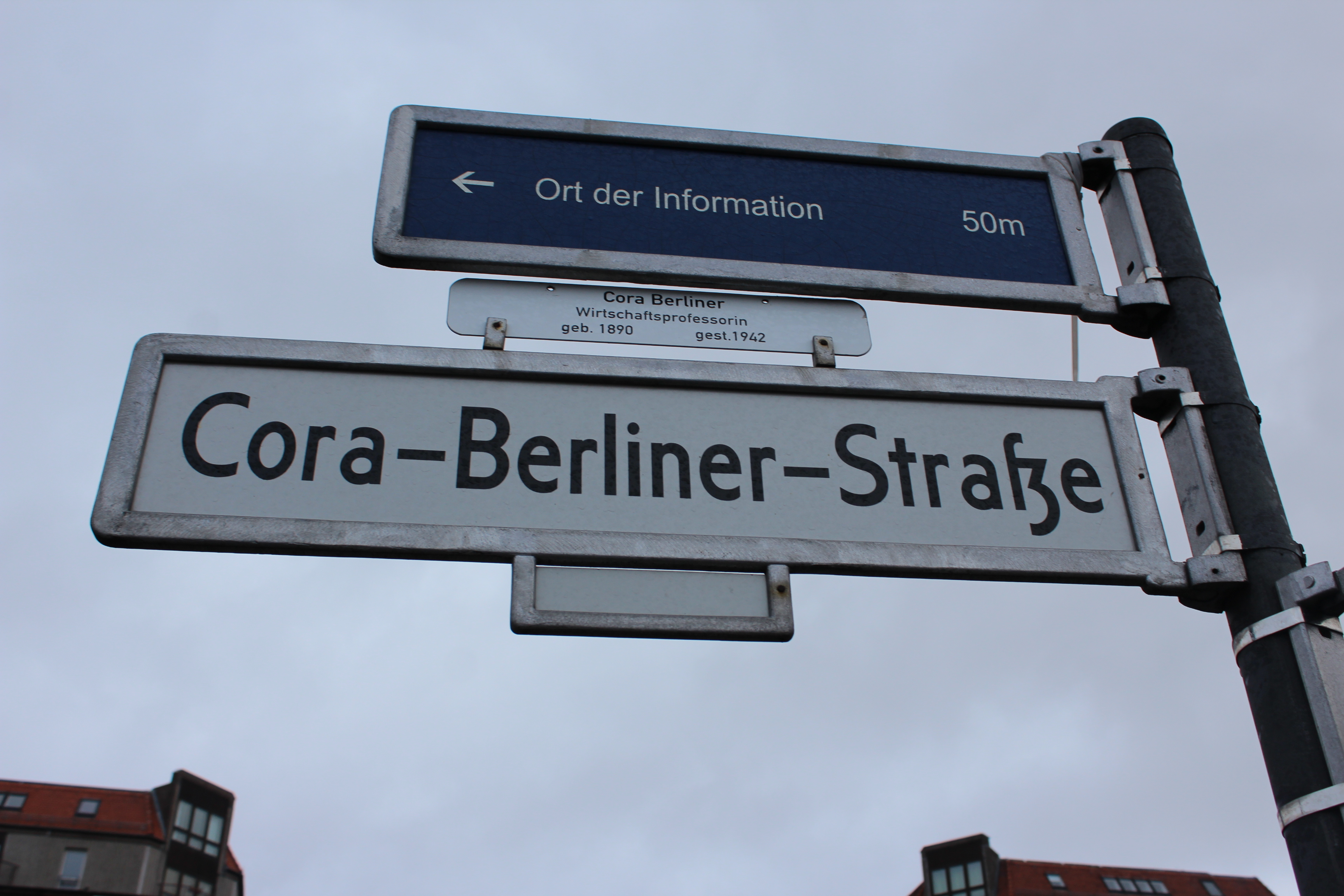
شارع كورا برلينر ، برلين ، ألمانيا

سمي شارع بالقرب من النصب التذكاري للهولوكوست في برلين ميتي باسمها ، وكذلك ممر المشاة بين دار أوبرا هانوفر ونصب هانوفر التذكاري للهولوكوست.
لم تتزوج كورا مطلقًا ولم تنجب أطفالًا ، لكنها خلدت من قبل العديد من الأقارب ، بما في ذلك 21 ابن أح / ابنة أخت يعيشون حاليًا في الولايات المتحدة.

## كتابات
- منظمة الشباب اليهودي في ألمانيا: مساهمة في تصنيف المساعدة اليهودية والحركات اليهودية. نسخة على الإنترنت
- هجرة النساء ، في "الأخبار اليهودية" 1939 ، العدد. 56 (14 يوليو 1939 ، ص 2). نسخة على الإنترنت نسخة محفوظة 4 مارس 2016 على موقع واي باك مشين.

## فهرس
- هوغو ماير (محرر :) Who is who der Sozialen Arbeit ، Freiburg im Breisgau : لامبرتوس 1998(ردمك 3-7841-1036-3)
- م. بيرغر: الحرب. . . كورا برلينر؟ ، في: Sozialmagazin ، 24 ، 1999 ، ص. 6 وما يليها.
- Sibylle Quack: كورا برلينر ، جيرترود كولمار ، هانا أرندت. Straßen am "Denkmal für die ermordeten Juden Europas" ehren ihr Andenken. هنتريش: برلين 2005(ردمك 3-938485-12-4)

## روابط خارجية
- السيرة الذاتية التي كتبها ألموت نيتشه
- نصوص عن كورا برلينر في فهرس مكتبة ألمانيا الوطنية
- سيرة ذاتية قصيرة
- المعالم الأثرية في برلين